# 戊酰芬太尼
戊酰芬太尼是一种含氮有机化合物，化学式C24H32N2O，属于芬太尼的同系物，作为一种類阿片狡詐家藥物在网络上销售。